# Vladimir Šamanov
Vladimir Anatoljevič Šamanov (rusko Владимир Анатольевич Шаманов), ruski general in politik, * 15. februar 1957, Barnaul, Altajski kraj, Sovjetska zveza.
Šamanov se je uveljavil med prvo in drugo čečensko vojno; za svoje zasluge je leta 1999 prejel odlikovanje heroja Ruske federacije, v javnosti pa je bil deležen številnih kritik zaradi brutalnosti in domnevnih vojnih zločinov v tem obdobju. Ima sloves posebno neizprosnega poveljnika.
Leta 2000 se je posvetil politiki in bil izvoljen za guvernerja Uljanovske oblasti. Od vnovične kandidature leta 2004 je odstopil, namesto tega je postal svetovalec takratnega premiera Mihaila Fradkova. Marca 2006 je postal svetovalec ministra za obrambo Sergeja Ivanova, naslednje leto pa so oblasti oznanile, da bo ponovno stopil v vojaško službo. Postal je vodja poveljstva za bojno urjenje v ruski vojski, leta 2009 pa je bil povišan v poveljnika ruskih zračno-desantnih sil.